# Barbus barbulus
 Barbus barbulus és una espècie de peix cipriniforme de la família dels ciprínids que es troba a Àsia.